# Gogikona, Shahpur
Gogikona là một làng thuộc tehsil Shahpur, huyện Gulbarga, bang Karnataka, Ấn Độ.